# Platyrhacus acompus
Platyrhacus acompus är en mångfotingart som beskrevs av Chamberlin 1941. Platyrhacus acompus ingår i släktet Platyrhacus och familjen Platyrhacidae. Inga underarter finns listade i Catalogue of Life.